# 大同镇 (长汀县)
大同镇是中国福建省龙岩市长汀县下辖的一个镇。

## 概述
大同镇位于长汀县城郊，东邻新桥镇、童坊镇，南接策武乡，西与古城镇、江西瑞金市、石城县交界，北和铁长乡、庵杰两乡毗邻，土地总面积211平方公里。 全镇辖30个建制村，有263个村民小组，总户数10504户，41997人，均为汉族，讲客家方言。

1934年苏维埃福建省军区曾设在大同东街村；1949年冬，中国人民解放军长汀县军事代表团在大同设工作团，1950年春成立大同公所（后称第二区）。1958年成立红旗人民公社，1965年改为附城公社。1984年10月撤社建乡，1993年1月撤乡建镇。 

## 行政区划
大同镇共辖30个行政村，分别是：
师福村、高坑村、黄屋村、荣丰村、翠峰村、东埔村、东街村、计升村、李岭村、红卫村、草坪村、红湖村、印黄村、东关村、南里村、南寨村、新庄村、罗坊村、红星村、新民村、七里村、利星村、光明村、建明村、新峰村、郑坊村、七古村、正平村、天邻村、黄麻畲村。